# Густи Раден Адженг Нурмалитасари
Гу́сти Раде́н Адже́нг Нурмалитаса́ри (индон. Gusti Raden Ajeng Nurmalitasari) — наследница престола Джокьякарты, старшая дочь султана Хаменгкубувоно X. С 2015 года, после официального вступления в статус наследной принцессы, именуется Густи Раден Адженг Мангкубу́ми. В западных источниках нередко называется Принцесса Мангкубуми, притом, что слово «Мангкубуми» является не именем собственным, а элементом титулования, который регулярно использовался и в отношении многих предыдущих наследников джокьякартского престола — с той разницей, что все они прежде были мужчинами.
Замужем, имеет двоих дочерей. Активно занимается общественной и гуманитарной деятельностью.

## Личная жизнь
Родилась в Богоре 24 февраля 1972 года в семье наследника престола Джокьякарты, будущего султана Хаменгкубувоно X, и его супруги Густи Канженг Рату Хемас (индон. Gusti Kanjeng Ratu Hemas). Стала первой из пяти дочерей, родившихся в этой семье. Сыновей у Хаменгкубувоно X нет.
Детство провела в Джокьякарте. Поступила в среднюю школу BOPKRI 1 и продолжила образование в Международной школе ISS в Сингапуре. Училась в колледже Куэста в Калифорнии до землетрясения 1989 года в Лома-Приета, после сменила школу на Цитрусовый колледж, затем окончила бакалавриат в Университете Гриффита в Брисбене, Австралия.
28 мая 2002 года вышла замуж за уроженца Сурабаи Харьё Виронегоро, который после свадьбы получил титул пангерана, в яванских монархиях соответствующий принцу, и стал именоваться Канженг Пангеран Харьё Виронегоро (индон. Kanjeng Pangeran Haryo Wironegoro). В соответствии с династийными нормами, сама она, выйдя замуж, стала именоваться Густи Канженг Рату Пембаюн (индон. Gusti Kanjeng Ratu Pembayun).
В браке родились две дочери: Арти Айя Фатимасари Вирнегоро и Драстья Вирнегоро.

## Деятельность
Активно занимается общественной, просветительской и гуманитарной деятельностью. В 2002-2012 годах возглавляла джокьякартское отделение индонезийской молодёжной организации Карангтпруна. В 2015 году избрана главой Скаутского движения провинции Джокьякарта. Основала Центр охраны животных Джокьякарты.
Входит в состав руководства ряда промышленных и коммерческих предприятий. В августе 2015 года избрана председателем торгово-промышленной палаты Джокьякарты.

## Положение в султанской семье
5 мая 2015 года в соответствии с указом султана Хаменгкубувоно X провозглашена наследницей престола. Соответственно, получила титул Мангкубуми, который ранее присваивался только наследникам мужского пола. Такая ситуация не имеет прецедентов в истории Джокьякарты, поскольку все предшествующие монархи правящей династии имели наследников-сыновей. Более того, создаётся перспектива передачи власти и в дальнейшем по женской линии, поскольку наследная принцесса, как и её отец, имеет только дочерей. С учётом этих обстоятельств подобное решение Хаменгкубувоно X вызвало недовольство со стороны части его родственников, некоторые из которых рассчитывали на продвижение в очередности престолонаследия.